# Raza mediterránea
La raza mediterránea (también raza mediterránida) es un concepto histórico de raza que constituye a una subraza de la raza caucásica, tal y como la clasificaron los antropólogos entre finales del siglo XIX y mediados del XX. Según diversas definiciones, se decía que predominaba en la cuenca mediterránea y en las zonas cercanas al Mediterráneo, especialmente en el sur de Europa, áreas del norte de África, partes de Asia occidental, Oriente Próximo u Oriente Medio; el oeste de Asia central, partes del sur de Asia y partes del Cuerno de África. En menor medida, se pensaba que ciertas poblaciones de Irlanda, partes occidentales de Gran Bretaña y el sur de Alemania, a pesar de vivir lejos del Mediterráneo, tenían algunos elementos mediterráneos minoritarios en su población, como Baviera, Gales y Cornualles.
Carleton S. Coon caracterizó a este subgrupo por tener una estatura baja o media (no alta), un cráneo largo (dolicocéfalo) o moderadamente largo (mesocéfalo), una nariz estrecha y a menudo ligeramente aguileña, predominio de pelo y ojos oscuros, y un tono de piel entre crema y moreno o castaño oscuro; la tez aceitunada era especialmente común y personificaba a la supuesta raza mediterránea.

## Teorías raciales

### Primeros debates

Irlandés de tipo mediterráneo, de El hombre, pasado y presente (1899) de Augustus Henry Keane.

Las diferenciaciones raciales se produjeron a raíz de antiguas afirmaciones sobre las supuestas diferencias entre los nórdicos y los mediterráneos. Dichos debates surgieron como respuesta a las declaraciones de escritores antiguos que habían comentado las diferencias entre los europeos del norte y del sur. Los griegos y los romanos consideraban a los pueblos germánicos y celtas como bárbaros salvajes y pelirrojos. Aristóteles sostenía que los griegos eran un pueblo ideal porque poseían un tono de piel medio, en contraste con los norteños pálidos. En el siglo XIX, las antiguas diferencias culturales y religiosas entre la Europa noroccidental protestante y el sur católico se reinterpretaban en términos raciales.

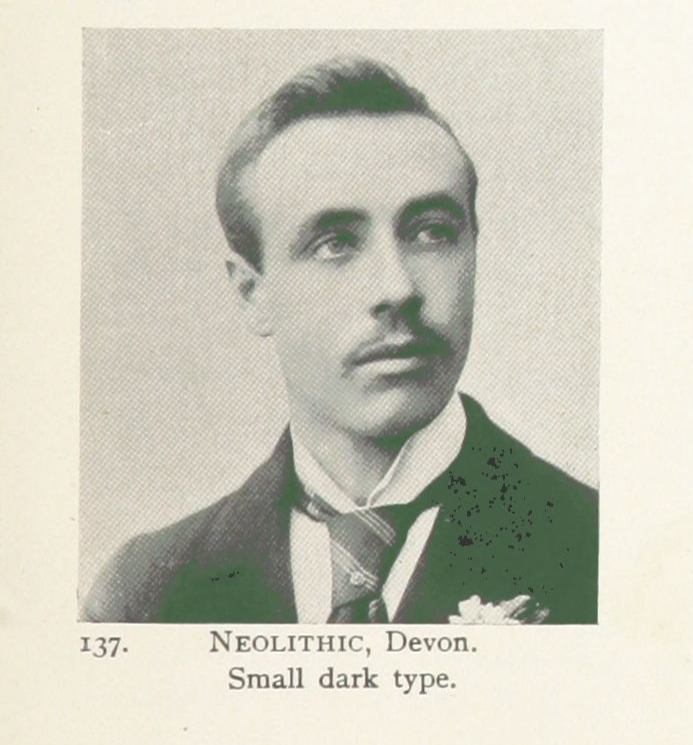
Un inglés de Devon dado como ejemplo del tipo mediterráneo de la raza caucasoide por el teórico de la raza del siglo XIX William Z. Ripley en su libro The Races of Europe (1899).

### sigloXIX
En el siglo XIX, la división de la humanidad en razas distintas se convirtió en objeto de debate científico. En 1870, Thomas Huxley argumentó que existían cuatro categorías raciales básicas (xantocroica, mongoloide, australioide y negroide). La raza xantocroica eran los "blancos justos" del norte y centro de Europa. Según Huxley,

En el sur y el oeste este tipo entra en contacto y se mezcla con los "Melanochroi", o "blancos oscuros" ... En estas regiones se encuentran, más o menos mezclados con Xanthochroi y Mongoloides, y extendiéndose a mayor o menor distancia en las áreas fronterizas xantocroica, mongoloide, australioide y negroide, los hombres que he denominado Melanochroi, o blancos oscuros. En su mejor forma, este tipo es exhibido por muchos irlandeses, galeses y bretones, por españoles, italianos del sur, griegos, armenios, árabes y brahmanes de casta alta... Estoy muy dispuesto a pensar que los melanochroi son el resultado de una mezcla entre los xantocroi y los australoides. Es a los xantocroi y a los melanochroi, tomados en conjunto, a los que suele aplicarse la absurda denominación de "caucásicos".

A finales del siglo XIX, el grupo Xanthochroi de Huxley se había redefinido como la raza "nórdica", mientras que su Melanochroi se convirtió en la raza mediterránea. Como tal, los melanochroi de Huxley acabaron comprendiendo también a varias otras poblaciones caucasoides oscuras, incluidos los hamitas (por ejemplo, bereberes, somalíes, sudaneses del norte, antiguos egipcios) y los moros.
La obra de William Z. Ripley The Races of Europe (1899) creó un modelo tripartito, que posteriormente popularizó Madison Grant. Dividía a los europeos en tres subcategorías principales: Teutónicos, alpinos y mediterráneos. Ripley señaló que, aunque las poblaciones caucasoides europeas hablaban mayoritariamente lenguas (indoeuropeas), la lengua más antigua que existía en Europa era el vasco. También reconoció la existencia de caucasoides no europeos, incluidas varias poblaciones que no hablaban lenguas indoeuropeas o indoiranias, como los grupos hamito-semitas y turcos.
|                | Cabeza  | Cara  | Cabello               | Ojos           | Estatura           | Nariz                            | Sinónimos                                     |
| -------------- | ------- | ----- | --------------------- | -------------- | ------------------ | -------------------------------- | --------------------------------------------- |
| Teutónico      | Larga   | Larga | Muy claro             | Azules         | Alta               | Estrecha, aquilina               | Nórdico (Deniker), Homo Europaeus (Lapouge)   |
| Alpino (Celta) | Redonda | Ancha | Castaño claro         | Avellana, gris | Mediana; rechoncha | Variable; más bien ancha, pesada | Occidental (Deniker), Homo Alpinus (Lapouge)  |
| Mediterráneo   | Larga   | Larga | Marrón oscuro o negro | Oscuros        | Media; esbelta     | Estrecha, ligeramente aquilina   | Ibero-Insular, Atlanto-Mediterráneo (Deniker) |

### sigloXX

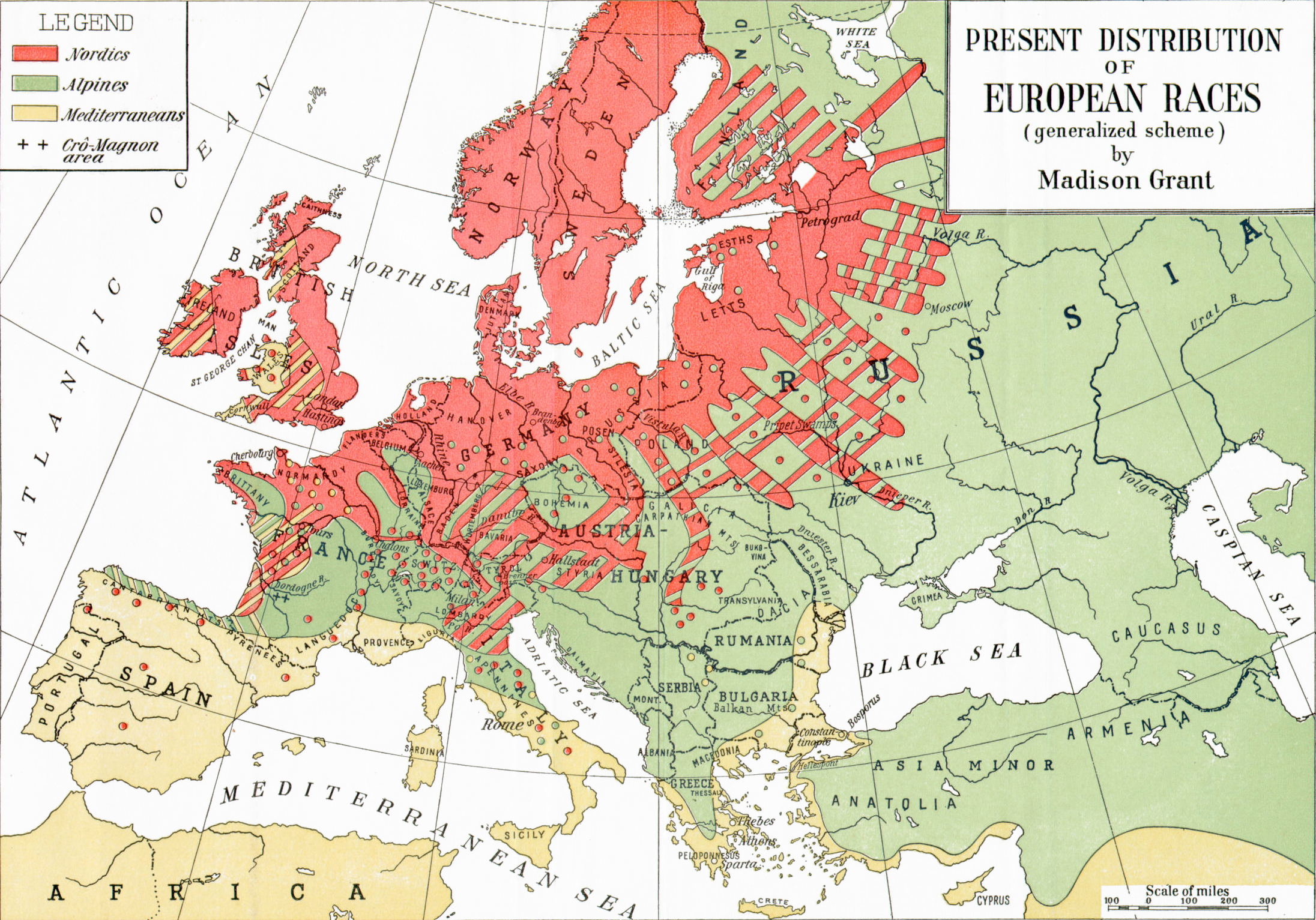
Distribución de los tipos raciales europeos, de la obra de Madison Grant La caída de la gran raza (1916). La raza mediterránea se muestra en amarillo; el verde indica la raza alpina; el rojo brillante es la raza nórdica.

Durante el siglo XX, los supremacistas blancos y los nordicistas de Europa y Estados Unidos promovieron los méritos de la raza nórdica como la más "avanzada" de todos los grupos de población humana, designándola como la "raza superior". Se consideraba que los europeos del sur y del este eran inferiores, un argumento que se remontaba a las afirmaciones de Arthur de Gobineau de que la mezcla racial era responsable del declive del Imperio Romano.
El muy debatido libro de Giuseppe Sergi La raza mediterránea (1901) sostenía que la raza mediterránea se había originado probablemente a partir de un tronco ancestral común que evolucionó en la región del Sáhara o en la parte oriental de África, en la región de los grandes lagos, cerca de las fuentes del Nilo, incluida Somalilandia, y que posteriormente se extendió desde allí para poblar el norte de África y la región circunmediterránea. Sergi añadió que la raza mediterránea "en sus caracteres externos es una variedad humana parda, ni blanca ni negroide, sino pura en sus elementos, es decir, no producto de la mezcla de blancos con negros o pueblos negroides". Explicó que esta taxonomía se inspiraba en una comprensión de "la morfología del cráneo como reveladora de aquellos caracteres físicos internos de las poblaciones humanas que permanecen constantes a través de largas edades y en lugares muy remotos [...] Al igual que un zoólogo puede reconocer el carácter de una especie o variedad animal perteneciente a cualquier región del globo o a cualquier época, también debería hacerlo un antropólogo si sigue el mismo método de investigación de los caracteres morfológicos del cráneo [...] Este método me ha guiado en mis investigaciones sobre el presente problema y me ha proporcionado resultados inesperados que a menudo fueron confirmados posteriormente por la arqueología o la historia".
Según Sergi, la raza mediterránea era la "raza más grande del mundo" y fue singularmente responsable de las civilizaciones más logradas de la antigüedad, incluidas las del Antiguo Egipto, la Antigua Grecia, la Antigua Persia, la Antigua Roma, Cartago, la Anatolia hitita, la Tierra de Punt, Mesopotamia y Fenicia. Las cuatro grandes ramas del tronco mediterráneo eran los libios, los ligures, los pelasgos y los íberos. Los antiguos egipcios, etíopes y somalíes eran considerados por Sergi como hamitas, constituyendo ellos mismos una variedad mediterránea y situada cerca de la cuna del tronco. Para Sergi, los semitas eran una rama de los eurafricanos, estrechamente emparentados con los mediterráneos. También afirmaba que la raza nórdica de piel clara descendía de los eurafricanos.
Según Robert Ranulph Marett, "es en el norte de África donde probablemente debemos situar el semillero original de esa raza mediterránea".
Más avanzado el siglo XX, el concepto de una raza mediterránea distintiva seguía siendo considerado útil por teóricos como Earnest Hooton en Up From the Ape (1931) y Carleton S. Coon en su edición revisada de la obra de Ripley Races of Europe (1939). Estos escritores suscribieron la teoría de la despigmentación de Sergi, según la cual la raza nórdica era la variedad septentrional de los mediterráneos que perdieron la pigmentación por selección natural debida al medio ambiente.
Según Coon, la "patria y cuna" de la raza mediterránea se encontraba en el norte de África y el suroeste de Asia, en la zona comprendida entre Marruecos y Afganistán. Afirmó además que los mediterráneos constituían el principal elemento de población en Pakistán y el norte de la India. Coon también sostenía que los mediterráneos más pequeños habían viajado por tierra desde la cuenca mediterránea hacia el norte hasta Europa en el Mesolítico. Los mediterráneos más altos (atlanto-mediterráneos) eran marinos neolíticos que navegaban en embarcaciones tipo junco y colonizaron la cuenca mediterránea desde un origen en Oriente Próximo. Sostuvo que también colonizaron Gran Bretaña e Irlanda, donde hoy pueden verse sus descendientes, caracterizados por un cabello castaño oscuro, ojos oscuros y rasgos robustos. Destacó el papel central de los mediterráneos en sus obras, afirmando: "Los mediterráneos ocupan el centro del escenario; sus zonas de mayor concentración son precisamente aquellas en las que la civilización es más antigua. Esto es de esperar, ya que fueron ellos quienes la produjeron y ella, en cierto sentido, quien los produjo a ellos".
C. G. Seligman también afirmó que "debe reconocerse, creo yo, que la raza mediterránea tiene en realidad más logros en su haber que ninguna otra, ya que es responsable con diferencia de la mayor parte de la civilización mediterránea, ciertamente antes del año 1000 a.C. (y probablemente mucho después), y así dio forma no solo a las culturas egeas, sino a las de las tierras mediterráneas occidentales, así como a la mayor parte de las orientales, mientras que la cultura de sus parientes cercanos, los egipcios predinásticos hamitas, formó la base de la de Egipto".
En EE. UU., la idea de que la raza mediterránea incluía a ciertas poblaciones del continente africano fue retomada a principios del siglo XX por escritores afroamericanos como W. E. B. Du Bois, que la utilizaron para atacar las ideas supremacistas blancas sobre la "pureza" racial. Publicaciones como el Journal of Negro History hicieron hincapié en la fertilización cruzada de culturas entre África y Europa, y adoptaron la opinión de Sergi de que la raza "civilizadora" se había originado en la propia África.
H. G. Wells se refirió a la raza mediterránea como la raza ibérica.
Aunque la estrecha relación entre los pueblos que vivían a ambos lados del Mediterráneo ha sido confirmada por la genética moderna, el concepto de razas humanas distintas en un sentido biológico es rechazado por el consenso científico moderno. En 2019, la Asociación estadounidense de antropólogos físicos declaró: "La creencia en las 'razas' como aspectos naturales de la biología humana, y las estructuras de desigualdad (racismo) que surgen de tales creencias, se encuentran entre los elementos más dañinos de la experiencia humana tanto hoy como en el pasado".

## Rasgos físicos

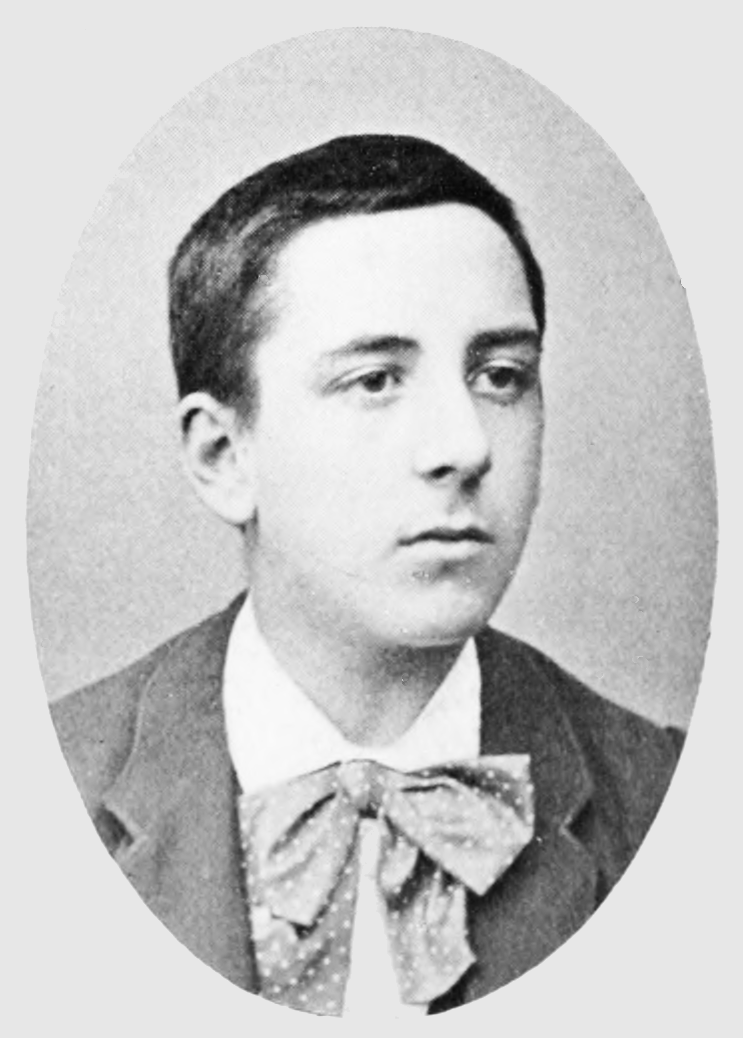
Hombre de Francia, utilizado como ejemplo de la raza mediterránea por William Z. Ripley en 1897

La primera descripción física y social de la raza mediterránea (entonces denominada "raza celta") fue realizada por el científico escocés William Rhind en 1851:

La raza celta (anc. Galatae, Pyreni), se caracteriza por una cabeza bien formada, alargada de delante hacia atrás y moderada en anchura; cara ovalada; rasgos bien definidos y elegantemente formados; tez oscura; ojos castaños oscuros o negros; pelo negro que se vuelve gris temprano; forma de tamaño medio, guapo; pies y manos pequeños. Facultades mentales rápidas, activas y enérgicas, más que profundas. Pasiones y afectos fuertes. Aficionados a la sociedad, pero no olvidadizos de las injurias. Monárquicos en sus gobiernos. Ocupan las partes meridionales e insulares de Europa.

Según William Z. Ripley, los rasgos marcados de la raza mediterránea eran el pelo oscuro, los ojos oscuros, la cara alargada, el cráneo dolicocéfalo y la nariz estrecha y variable.
C. S. Coon escribió que los rasgos mediterráneos marcados incluían un color de piel que iba "del rosa o melocotón con nata a un marrón claro", una nariz relativamente prominente y aguileña, un vello corporal considerable y un cabello entre castaño oscuro y negro.
Según Renato Biasutti, los rasgos mediterráneos frecuentes incluían "color de piel 'blanco mate' o blanco bronceado, ojos y pelo castaño o castaño oscuro, pilosidad no excesiva; estatura media-baja (162), cuerpo de formas moderadamente longilíneas; cráneo dolicomorfo (78) con occipucio redondeado; cara ovalada; nariz leptorrinea (68) con espina recta, base del tabique horizontal o inclinada hacia abajo; ojos grandes y abiertos". Coincidiendo con la clasificación de Cipriani, Biasutti también adoptó una categoría de "iberoinsular" para un tipo más arcaico y aislado observado en Cerdeña, y especialmente entre los sardos del sureste, que recibió el nombre específico de paleosardo. Según Giuseppe Sergi, los primeros habitantes conocidos de Cerdeña pertenecían, a tenor de los esqueletos desenterrados, a la raza mediterránea y estaban emparentados con los norteafricanos; eran de piel relativamente oscura, pelo entre negro y castaño y baja estatura.